# Buderus
Buderus — торговая марка компании Bosch Thermotechnik GmbH, которая входит в состав Robert Bosch GmbH.
Под этой маркой производятся компоненты систем отопления для различных типов зданий и сооружений. Основной продукцией являются газовые напольные и настенные котлы, а также котлы, предназначенные для работы с вентиляторными горелками, использующими различные виды топлива (природный газ, дизельное топливо, биодизель), бойлеры (баки — водонагреватели) и автоматические системы управления отопительным оборудованием.

## История
Компания основана Иоганном Вильгельмом Будерусом в 1731 году под немецким городом Лаубах. Изначально компания производила чугун для дальнейшей переработки и чугунные элементы для печей и очагов. 
В 1884 создано семейное акционерное общество Buderus'sche Eisenwerke («Металлургические заводы Будеруса»).
В 1891 году акционерное общество продает завод «Хирценхайн» в Фогельсберге и металлургический завод «Майн-Везер» в Лолларе. Новым владельцем «Хирценхайна» становится Гуго Будерус. Позже он создает акционерное сообщество «Металлургические заводы Хирценхайн и Лоллар», в состав которого вошел первый завод в Лаубахе. Основное направление предприятий — выпуск отопительных и кухонных печей.
В 1898 году в заводах Гуго Будеруса ведется разработка конструкций секционных отопительных котлов. За изобретение был получен патент, вступивший в силу с 22 апреля 1898 года. 8 декабря этого же года завод получает еще один патент на чугунно-секционные котлы.
В 1905 году «Металлургические заводы Будеруса» выкупают обратно завод «Майн-Везер» в Лолларе и в 1911 году основывают сбытовую фирму Buderus’sche Handelsgesellschaft mbH («Торговое общество Будерус мбХ»), резиденция которой находится в Ветцларе. С этого момента филиалы и офисы продаж фирмы распространяются по всей Германии и ближнему зарубежью.
С 1987 года запускается новая структура компании по созданию дочерних предприятий, самым крупным из которых становится Buderus Heiztechnik GmbH («Будерус Отопительная Техника ГбмХ»).
В 2003 году компания Buderus продает контрольный пакет акций Robert Bosch GmbH («Роберт Бош ГмбХ») и входит в состав их группы. В результате слияния в 2004 году образовано новое предприятие Bosch-Buderus Thermotechnik GmbH (с 1 января 2008 года Bosch Thermotechnik GmbH), которое объединило бренды Buderus, Bosch Thermotechnik, Junkers, Dakon, Geminox и другие. Штаб-квартира компании находится в городе Вецлар.
В настоящее время компания Bosch Thermotechnik GmbH — один из крупных производителей и продавцов отопительной техники в Европе. Благодаря слиянию двух компаний продукция под брендами Bosch и Buderus выпускается в более 20 странах Европы, США и Азии.
В 2012 году бренд получил премию в области дизайна Red Dot Award. В 2014 году — награду в категории отопления и кондиционирования Plus X Award. Бак Logalux PNRZ получил награду «Лучший продукт года 2014».

### В России
На российском рынке компания представлена с весны 2004 года. Компания имеет также и большую филиальную сеть с региональными складами и учебными центрами.  Компетенцию компании помогает поддерживать широкая сеть авторизованных сервисных центров. Сейчас количество АСЦ насчитывает более 70 по России.

## Деятельность
Компания Buderus — комплексный поставщик современной энергоэффективной отопительной техники и систем комфортного климата. Наряду с отопительной техникой, Buderus предлагает комплектующие и принадлежности для систем отопления: дымоходы, насосы, расширительные баки, арматуру, фитинги и другую продукцию ведущих европейских производителей.  
Buderus внедряет на рынок инновационное оборудование: конденсационную отопительную технику, позволяющую максимально использовать энергию сжигаемого топлива и оборудование, работающее на альтернативных источниках энергии (тепловые насосы, солнечные коллекторы, котлы на древесном топливе).
Buderus производит технику для промышленных и бытовых секторов — производств, жилых кварталов, загородных домов, объектов коммунальной и социальной инфраструктуры. Оборудование предназначено для обеспечения теплом, горячим водоснабжением, электроэнергией.

## Оборудование Buderus
- низкотемпературные водогрейные газовые и жидкотопливные котлы;
- водогрейные конденсационные котлы;
- парогенераторы и паровые газовые или жидкотопливные котлы;
- котлы на твердом топливе;
- горелки;
- встроенные, настенные, напольные горизонтальные	или вертикальные бойлеры;
- системы автоматического управления и контроля	для любых схем отопления и ГВС — от	простой квартиры до сложных котельных	промышленного назначения;
- стальные панельные радиаторы;
- солнечные коллекторы;
- тепловые насосы.